# Pseudopachydema caucasica
Pseudopachydema caucasica är en skalbaggsart som beskrevs av Vladimir Balthasar 1930. Pseudopachydema caucasica ingår i släktet Pseudopachydema och familjen Melolonthidae. Inga underarter finns listade i Catalogue of Life.